# Chromis jubauna
Chromis jubauna là một loài cá biển thuộc chi Chromis trong họ Cá thia. Loài này được mô tả lần đầu tiên vào năm 1995.

## Từ nguyên
Tính từ định danh jubauna được ghép bởi hai âm tiết trong ngôn ngữ Tupi–Guarani: juba ("vàng") và una ("đen"), hàm ý đề cập đến hai màu sắc của loài này khi còn sống.

## Phạm vi phân bố và môi trường sống
C. jubauna là loài đặc hữu của Brasil, được thu thập ở độ sâu khoảng 10–21 m.

## Mô tả
C. jubauna có chiều dài cơ thể lớn nhất được ghi nhận là 7,4 cm. Cơ thể có màu nâu đen, trừ vây đuôi và phần phía sau của vây lưng mềm là màu vàng tươi. Vây ngực trong suốt hoặc hơi vàng, có đốm đen ở gốc. Vây hậu môn và vây bụng màu đen như thân. Cá con ngược lại, phần lớn cơ thể có màu vàng, chuyển sang màu nâu tím hoặc xanh lam thẫm ở thân dưới và toàn bộ vùng đầu.
Số gai ở vây lưng: 13; Số tia vây ở vây lưng: 11–12; Số gai ở vây hậu môn: 2; Số tia vây ở vây hậu môn: 9–11; Số tia vây ở vây ngực: 18; Số gai ở vây bụng: 1; Số tia vây ở vây bụng: 5.

## Sinh thái học
Thức ăn của C. jubauna là động vật phù du, thường hợp thành đàn. Cá đực có tập tính bảo vệ và chăm sóc trứng; trứng có độ dính và bám vào nền tổ.